# Jožko
Jožko je moško osebno ime.

## Izvor imena
Ime Jožko je različica moškega osebnega imena Jožef.

## Pogostost imena
Po podatkih Statističnega urada Republike Slovenije je bilo na dan 31. decembra 2007 v Sloveniji število moških oseb z imenom Jožko: 345.

## Osebni praznik
Osebe z imenom Jožko lahko godujejo takrat kot osebe z imenom Jožef.